# Сын Революции
Сын Революции — хутор в Павловском районе Воронежской области Российской Федерации.
Хутор относится к Александровскому сельскому поселению.

## Название
Хутор получил идеологизированное название в первые годы советской власти.

## Физико-географическая характеристика
Расположен в северо-западной части поселения, западнее Александровки. Расстояние до центра поселения — 3 км.

## История
Хутор возник в ходе коллективизации в 1920-е годы на основе одного из владельческих хуторов Воронцовых.

## Население
| 2009 | 2010 |
| ---- | ---- |
| 0    | →0   |

| Численность жителей хутора Сын Революции по годам |      |      |      |
| 1925                                              | 1980 | 2009 | 2010 |
| 77                                                | ↘18  | ↘0   | 0    |

## Транспорт и дороги
Заезд в хутор осуществляется по грунтовой межпоселковой дороге.

## Архитектура и достопримечательности
Хутор насчитывает два домовладения.